# Christian Carlsen
Christian Christoffer Schurman Carlsen (ur. 18 września 1885 w  Kopenhadze, zm. 10 marca 1961 we Frederiksbergu) – duński zapaśnik walczący w stylu klasycznym. Olimpijczyk z Londynu 1908, gdzie zajął siedemnaste miejsce w lekkiej.
Mistrz Danii w 1907 i drugi w 1906 roku.

## Letnie Igrzyska Olimpijskie 1908
| Konkurencja            | Rundy eliminacyjne     | Klas. końcowa |
| Konkurencja            | 1/16                   | Miejsce       |
| ---------------------- | ---------------------- | ------------- |
| 66,6 kg styl klasyczny | Albert Hawkins (GBR) P | 17.           |